# Mariano Granados Campos
Mariano Granados Campos (Lugo, 12 de noviembre de 1866-Soria, 5 de mayo de 1914) fue un filántropo y escritor español. Es conocido por dinamizar la vida local soriana, por fundar y dirigir varios periódicos (El Noticiero de Soria, Recuerdo de Soria) y por fundar la Sociedad Económica Numantina de Amigos del País. Tras su muerte, en 1914, la capital soriana le dedicó una de sus mayores plazas.